# Merenye, Baranya
Merenye este un sat în districtul Szigetvár, județul Baranya, Ungaria, având o populație de 283 de locuitori (2011). 

## Demografie
Componența etnică a satului Merenye
     Maghiari (95,5%)
     Romi (2,5%)
     Germani (2%)
Componența confesională a satului Merenye
     Romano-catolici (35,69%)
     Reformați (15,19%)
     Fără religie (7,42%)
     Necunoscută (41,7%)
Conform recensământului din 2011, satul Merenye avea 283 de locuitori. Din punct de vedere etnic, majoritatea locuitorilor (95,5%) erau maghiari, existând și minorități de romi (2,5%) și germani (2,0%). Nu există o religie majoritară, locuitorii fiind romano-catolici (35,69%), reformați (15,19%) și persoane fără religie (7,42%). Pentru 41,7% din locuitori nu este cunoscută apartenența confesională.